# Ultimate Fighting Championship
Ultimate Fighting Championship je svjetska organizacija koja organizira borbe mješovitih borilačkih vještina, sa sjedištem u SAD-u.

## Povijest
Prvotni koncept turnira između boraca koji su majstori različitih borilačkih vještina osmislio je Art Davie, te je uspio organizirati WOW Promotions uz pomoć Rorion Gracieja, tvrtku koja je postala vlasnik Ultimate Fighting Championship organizacije. WOW Promotions je ušao u partnerstvo sa Semaphore Entertainment Group (SEG), pay-per-view TV postajom i prva manifestacija je održana 12. studenog 1993. u Denveru, Colorado, SAD. U travnju 1995. godine Davie i Gracie prodaju svoje dionice WOW Promotionsa SEG-u i raspuštaju WOW Promotions. U prvim danima UFC-a nije bilo dozvoljeno gristi protivnika i iskopati mi oči, a sve ostalo je bilo dozvoljeno.
Zbog prevelike krvavosti borbi, UFC je pod pritiskom zabrana prikazivanja na televiziji i političkih zabrana odvijanja takvih borbi u mnogim državama SAD-a morala postrožiti pravila, te je počela surađivati s različitim odborima koji određuju pravila u borilačkim sportovima u SAD-u.
Godine 2001. Frank i Lorenzo Fertitta, i boksački promotor Dana White prišli su SEG-u s ponudom da otkupe UFC, što se i ostvarilo. U siječnju 2001. godine otkupili su ga za 2 milijuna američkih dolara, te napravili Zuffa, LLC, tvrtku koja nadzire i ima vlasništvo nad UFC-om. Pravila su se uskladila s NSAC-om (engl. Nevada State Athletic Commision), Nevadaškim odborom koji regulira pravila u sportovima za tu državu. Nakon što je Zuffa preuzeo UFC, on je počeo polagano ali sigurno rasti i danas ima veću zaradu od japanske organizacije PRIDE FC.
Godine 2016. Zuffa, LLC je prodana za 4.025 milijardi dolara tvrtki William Morris Endeavor (WME–IMG) koja se je 2017. godine preimenovala u Endeavor.

## Pravila

### Trajanje borbe
Svaka runda traje 5 minuta. U borbama za titulu prvaka borbe traju 5 rundi, a u borbama koje nisu za prvaka, borba traje 3 runde. Između svake runde stanka traje 1 minutu.

### Bodovanje
Tri sudca boduju borbu. Boduje se tako da pobjednik runde dobije 10 bodova, a gubitnik 9 bodova ili manje, ovisi koliko je pobjednik runde bio dominantan, ako je runda bila bliska sudac može dati 10 bodova obojici boraca, te je u tom slučaju runda izjednačena.

### Težinske kategorije
Trenutačno se koristi 8 težinskih kategorija u muškoj konkurenciji:
- muha (do 57 kg)
- bantam (do 61kg)
- perolaka (do 66 kg)
- laka (do 70 kg)
- velter (do 77 kg)
- srednja (do 84 kg)
- poluteška (do 93 kg)
- teška (do 120 kg)

U pravilima postoji još jedna kategorija koja se trenutno ne koristi:
- superteška (od 120 kg)

Postoje i četiri kategorije u ženskoj konkurenciji:
- slamka (48 do 52 kg)
- muha (52 do 61 kg)
- bantam (57 do 61 kg)
- perolaka (61 do 66 kg)

### Borilište
Borilište je osmerokutni kavez omeđen metalnom žičanom ogradom obuđenu u crni vinil. Od vrha do vrha osmerokuta ima 11,5824 metra, a od stranice do stranice ima 9,144 metra. Ograda je visoka 1,8288 metara.

## Trenutačni prvaci
(stanje 3. listopada 2024.)
Ženski:
- slamka: Weili Zhang
- muha: Valentina Ševčenko
- bantam: Raquel Pennington

Muški:
- muha: Alexandre Pantoja
- bantam: Merab Dvalishvili
- perolaka: Ilia Topuria
- laka: Islam Makhachev
- velter: Belal Muhammad
- srednja: Khamzat Chimaev
- poluteška: Magomed Ankalajev
- teška: Tom Aspinall

## Vanjske poveznice
- UFC